# Gistvall

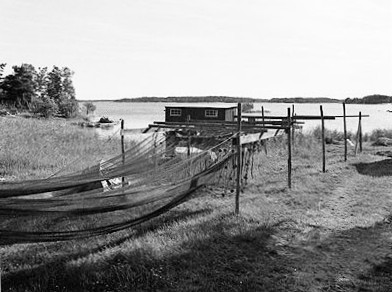
Gistvall på ögruppen Hallonstenarna utanför Ljusterö i Stockholms skärgård. Foto: Alf Nordström 1962.

Gistvall är öppen plan markyta försedd med en ställning för upphängning av fiskenät i hela sin utbredning för torkning för att enklare kunna rensa näten från sjöväxter och för kontroll av skador som kan behöva repareras. Gist var en standardutrustning vid stranden i anslutning de bryggor där man tog iland fiskenäten efter avslutat fiske och uppfördes oftast på en plan större gräsyta så att inte näten kunde haka i något på marken.
Att gista nät avser att hänga upp och torka nät. Substantivet gista (pluralis -or) kan också avse själva upphängningsstolpen med tvärslå för nätet. 
Efterledet vall har samma betydelse som vall inom jordbruket, d.v.s. en gräsbevuxen öppen, i huvudsak plan markyta.
En moderniserad form av begreppet gistvall kan uttryckas som nätupphängningsplats.